# Hóquei no gelo nos Jogos Olímpicos de Inverno de 1932
O torneio de hóquei no gelo nos Jogos Olímpicos de Inverno de 1932 foi disputado por apenas quatro equipes, entre 4 e 13 de fevereiro.
A equipe do Canadá conquistou a medalha de ouro, os Estados Unidos a prata e a Alemanha completou o pódio com a medalha de bronze.

## Medalhistas
|  | CAN Canadá |  | USA Estados Unidos |  | GER Alemanha |
|  | William Cockburn Clifford Crowley Albert Duncanson George Garbutt Roy Hinkel Vic Lundquist Norman Malloy Walter Monson Kenneth Moore Romeo Rivers Bullet Joe Simpson Hugh Sutherland Stanley Wagner Aliston Wise |  | Osborn Anderson John Bent John Chase John Cookman Douglas Everett Franklin Farrel Joseph Fitzgerald Edwin Frazier John Garrison Gerard Hallock Robert Livingston Francis Nelson Winthrop Palmer Gordon Smith |  | Rudi Ball Alfred Heinrich Erich Herker Gustav Jaenecke Werner Korff Walter Leinweber Erich Römer Martin Schröttle Marquardt Slevogt Georg Strobl |

## Resultados
| Equipe             | J | V | E | D | GP | GC |
| ------------------ | - | - | - | - | -- | -- |
| CAN Canadá         | 6 | 5 | 1 | 0 | 32 | 4  |
| USA Estados Unidos | 6 | 4 | 1 | 1 | 27 | 5  |
| GER Alemanha       | 6 | 2 | 0 | 4 | 7  | 26 |
| POL Polônia        | 6 | 0 | 0 | 6 | 3  | 34 |

| 4 de fevereiro  | USA Estados Unidos | 1-2 (pro) (0-0, 0-1, 1-0, 0-0, 0-1)      | CAN Canadá   |
| 4 de fevereiro  | GER Alemanha       | 2-1 (0-0, 1-1, 1-0)                      | POL Polônia  |
| 5 de fevereiro  | USA Estados Unidos | 4-1 (1:0, 2-0, 1-1)                      | POL Polônia  |
| 6 de fevereiro  | CAN Canadá         | 4-1 (2-0, 2-0, 0-1)                      | GER Alemanha |
| 7 de fevereiro  | CAN Canadá         | 9-0 (2-0, 5-0, 2-0)                      | POL Polônia  |
| 7 de fevereiro  | USA Estados Unidos | 7-0 (3-0, 2-0, 2-0)                      | GER Alemanha |
| 8 de fevereiro  | USA Estados Unidos | 5-0 (1-0, 1-0, 3-0)                      | POL Polônia  |
| 8 de fevereiro  | CAN Canadá         | 5-0 (2-0, 1-0, 2-0)                      | GER Alemanha |
| 9 de fevereiro  | CAN Canadá         | 10-0 (5-0, 1-0, 4-0)                     | POL Polônia  |
| 10 de fevereiro | USA Estados Unidos | 8-0 (2-0, 2-0, 4-0)                      | GER Alemanha |
| 13 de fevereiro | GER Alemanha       | 4-1 (0-0, 2-1, 2-0)                      | POL Polônia  |
| 13 de fevereiro | USA Estados Unidos | 2-2 (pro) (1-1, 1-0, 0-1, 0-0, 0-0, 0-0) | CAN Canadá   |